# Dan Dailey
Dan Dailey (Nova York, Estats Units, 14 de desembre de 1913 - Los Angeles, Califòrnia, 16 d'octubre de 1978) va ser un actor i director de cinema estatunidenc.

## Biografia
Va actuar de jove en espectacles de varietats i vodevils abans del seu debut a Broadway el 1937 amb Babes in Arms. El 1940 va firmar un contracte amb la Metro-Goldwyn-Mayer per treballar en algunes pel·lícules i, malgrat que anterior havia actuat principalment en musicals, va fer el paper de nazi a The Mortal Storm. Tanmateix, la Metro-Goldwyn-Mayer aviat es van adonar de l'error i li van proporcionar papers en una sèrie de musicals.
Va servir a l'Exèrcit dels Estats Units durant la Segona Guerra Mundial, després de la qual va tornar a continuar interpretant musicals. Dailey va ser el coprotagonista favorit i habitual de Betty Grable des de Mother Wore Tights. Gràcies a la seva interpretació a la pel·lícula When my baby smiles at me va aconseguir una nominació a l'Oscar al millor actor. El 1950 va protagonitzar A tiquet to Tomahawk, pel·lícula recordada per una de les primeres aparicions a la pantalla de Marilyn Monroe, en un petit paper com a ballarina de saló. El 1953 Dailey va protagonitzar Meet me at the Fair. Un dels seus millors papers va ser a Llums de teatre (1954), amb música d'Irving Berlin i protagonitzada també per Ethel Merman, Marilyn Monroe, Donald O'Connor i Johnnie Ray.
Amb la decadència del gènere musical a mitjan dècada de 1950, va canviar de registre i va interpretar diversos papers còmics i dramàtics, fins i tot a la televisió amb la sèrie The Gobernor & J.J. i a la pel·lícula de misteri Farad & Company per a la NBC.
La seva germana és l'actriu Irene Dailey.
Mor a Los Angeles, Califòrnia després d'una llarga malaltia.

## Filmografia

### com a actor
| - 1940: Susan and God: Homer (No surt als crèdits) - 1940: The Mortal Storm, de Frank Borzage: Holl, Youth Party Leader - 1940: The Captain Is a Lady: Perth Nickerson - 1940: Dulcy: William Ward - 1940: Hullabaloo: Bob Strong - 1940: Keeping Company: Jim Reynolds - 1941: Down in San Diego: Al Haines - 1941: The Wild Man of Borneo: Ed LeMotte - 1941: Washington Melodrama: Whitney 'Whit' King - 1941: Ziegfeld girl: Jimmy Walters - 1941: The Get-Away: Sonny Black - 1941: Lady Be Good: Bill 'Billy' Pattison - 1941: Moon Over Her Shoulder: Rex - 1942: Mokey: Herbert Delano - 1942: Sunday Punch: Olaf 'Ole' Jensen - 1942: Timber: Kansas - 1942: Give Out, Sisters: Bob Edwards - 1942: Panama Hattie: Dick Bulliard - 1947: Mother Wore Tights: Frank Burt - 1948: You Were Meant for Me: Chuck Arnold - 1948: Give My Regards to Broadway: Bert Norwick - 1948: When My Baby Smiles at Me: 'Skid' Johnson - 1949: Chicken Every Sunday, de George Seaton: Jim Hefferan - 1949: You're My Everything: Timothy O'Connor - 1950: When Willie Comes Marching Home: William 'Bill' Kluggs - 1950: A Ticket to Tomahawk: Johnny Behind-the-Deuces - 1950: My Blue Heaven: Jack Moran - 1950: I'll Get By: G.I. Que balla amb June Haver & Gloria De Haven | - 1951: Call Me Mister: Sergent Shep Dooley - 1951: I Can Get It for You Wholesale: Teddy Sherman - 1952: The Pride of St. Louis: Jerome Herman 'Dizzy' Dean - 1952: What Price Glory: 1erst Sergent Quirt - 1953: Meet Me at the Fair: Doc Tilbee - 1953: Taxi: Ed Nielson - 1953: The Girl Next Door: Bill Carter - 1953: The Kid from Left Field: Larry 'Pop' Cooper - 1954: Llums de teatre (There's No Business Like Show Business): Terence Donahue - 1955: Sempre fa bon temps (It's Always Fair Weather): Doug Hallerton - 1956: Meet Me in Las Vegas: Chuck Rodwell - 1956: The Best Things in Life Are Free: Ray Henderson - 1957: Oh, Men! Oh, Women!: Arthur Turner - 1957: The Wings of Eagles: 'Jughead' Carson - 1957: The Wayward Bus: Ernest Horton - 1958: Underwater Warrior: Cmdr. David Forest - 1959: The Four Just Men (sèrie TV): Tim Collier (1959) - 1960: Pepe: Ted Holt - 1962: Hemingway's Adventures of a Young Man: Billy Campbell - 1963: Las Cuatro noches de la luna llena - 1964: Low Man on the Totem Pole (TV): H. Allen Smith - 1969: The Governador & J.J. (sèrie TV): Governador William Drinkwater - 1971: Mr. and Mrs. Bo Jo Jones (TV): Mr. Greher - 1972: Michael O'Hara the Fourth (TV): Michael O'Hara III - 1973: Faraday and Company (sèrie TV): Frank Faraday - 1975: The Daughters of Joshua Cabe Return (TV): Joshua Cabe - 1977: Testimony of Two Men (fulletó TV): Pare McGuire - 1977: The Private Files of J. Edgar Hoover: Clyde Tolson |

### com a director
- 1969: The Governador & J.J. (sèrie TV)
- 1970: The Odd Couple (sèrie TV)
- 1972: The Sandy Duncan Show (sèrie TV)
- 1973: Koska and His Family (TV)

## Premis i nominacions

### Premis
- 1970. Globus d'Or al millor actor en sèrie de televisió musical o còmic per The Governor & J.J.

### Nominacions
- 1949. Oscar al millor actor per When My Baby Smiles at Me
- 1951. Globus d'Or al millor actor musical o còmic per When Willie Comes Marching Home